# Bikoro
Bikoro är ett territorium i Kongo-Kinshasa. Det ligger i provinsen Équateur, i den västra delen av landet, 500 km nordost om huvudstaden Kinshasa. Sjön Ntomba ligger i mitten av territoriet.